# RS-27
Le RS-27 et son successeur le RS-27A est un moteur-fusée à ergols liquides développé par la société américaine Rocketdyne qui propulse le premier étage du lanceur Delta II. Ce moteur-fusée brûle de l'oxygène liquide et du RP-1 (une variante du kérosène). Le RS27-A a une poussée au sol d'environ 89 tonnes et une impulsion spécifique de 254 secondes. Il s'agit d'une version dérivée du moteur-fusée MB-3 développé par Rocketdyne pour propulser le missile balistique à portée intermédiaire Thor à la fin des années 1950. Le dernier exemplaire du RS-27A a été utilisé en 2018.

## Historique
Le RS-27 dérive du moteur-fusée MB-3 développé par Rocketdyne pour propulser le missile balistique à portée intermédiaire Thor construit par la société McDonnell Douglas pour le compte de  l'Armée de l'Air américaine et déployé à compter de 1958. Le moteur MB-3 dont la poussée a été portée progressivement de 667 kN à 765 kN, propulse le premier étage des lanceurs Thor et Delta dont le premier étage est directement dérivé du missile balistique Thor. Le RS-27 est une version améliorée du MB-3 développée pour répondre aux besoins de la NASA et qui propulse le premier étage de la Delta II, version la plus puissante des fusées Delta

## Caractéristiques techniques
Le moteur-fusée RS-27A comprend une chambre de combustion unique alimentée par  un mélange de kérosène et d'oxygène liquide. Sa poussée est de 890 kilonewtons au sol et de 1054 kN dans le vide. Le cycle de combustion est de type générateur de gaz à cycle ouvert : un générateur de gaz génère des gaz sous haute pression qui entrainent une turbopompe à axe unique qui pressurise le kérosène et l'oxygène liquide. Les gaz ne sont pas réinjectés dans la chambre de combustion. La pression dans la chambre de combustion est de 48 bars et le rapport de mélange des deux ergols (oxygène/kérosène) est de 2,25. Le refroidissement de la chambre de combustion est de type régénératif : le kérosène coule dans l'épaisseur de la paroi de la chambre de combustion puis dans un échangeur de chaleur fixé sur la tuyère avant d'être injecté dans la chambre de combustion. L'impulsion spécifique est de 254 secondes au sol et de 302 secondes dans le vide. La poussée n'est pas modulable. Le rapport de section de la tuyère, qui est de 12, est optimisé pour le vol dans les couches moins denses de l'atmosphère. Le moteur est haut de 3,78 mètres pour un diamètre de 1,07 mètre et sa masse sèche est de 1 147 kg.  Les gaz chauds du moteur sont utilisés pour pressuriser les réservoirs d'ergols. Le moteur est allumé environ 2,5 secondes avant le décollage. Durant cette phase la poussée augmente progressivement et son fonctionnement est vérifié. Le moteur fonctionne durant 261 secondes.
Le contrôle d'attitude de l'étage est obtenu en orientant le moteur qui dispose de deux degrés de liberté et peut gérer les mouvements de tangage et de lacet. Le roulis est contrôlé par deux petits moteurs verniers orientables LR-101 de 25 kg chacun qui sont alimentés par la turbopompe du RS-27. Ces moteurs sont également utilisés pour stabiliser la fusée dans les 3 axes lors de la brève période qui sépare l'arrêt du moteur du premier étage et le largage de ce dernier. Durant cette phase de quelques secondes, les deux LR-101 sont alimentés directement par les ergols à la pression des réservoirs. Le LR-101 a une poussée de 4,4 kN lorsqu'il est alimenté par la turbopompe et de 3,7 kN lorsqu'il est alimenté directement par les réservoirs. L'impulsion spécifique est respectivement de 207 et 197 secondes avec une pression de 28 et 21 bars.

## Différences entre les versions RS-27 et RS-27A
La première version RS-27 a été utilisée par la sous-série 6000 de la fusée Delta II (1989-1992) qui a commencé à être remplacée à partir de 1990 par la sous-série 7000 qui est restée en service jusqu'à l'arrêt de la fabrication du lanceur. La version RS-27A se différencie par une tuyère agrandie. Le moteur-fusée est alors pénalisé au décollage mais il est assisté par des propulseurs d'appoint beaucoup plus puissants qui font plus que compenser la poussée perdue. Par contre le RS-27A est beaucoup plus performant en altitude grâce à son plus grand rapport de section .